# AXA

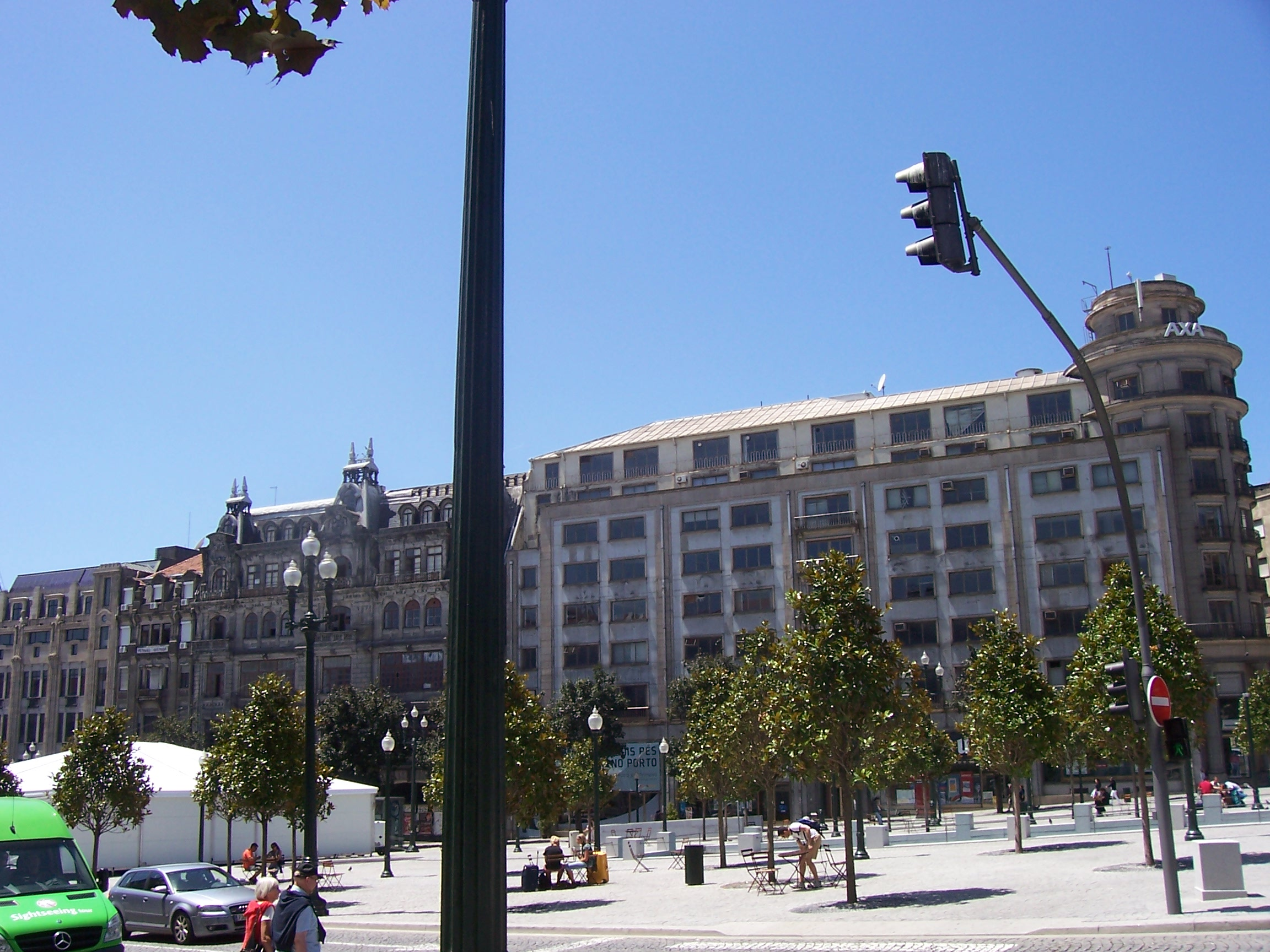
Edifício AXA na Avenida dos Aliados, Porto.

AXA é uma companhia de seguros com atuação global sediada em Paris. O grupo AXA tem uma presença global. 
A AXA, um dos maiores grupos seguradores do mundo, está presente em 64 países, emprega 166 mil pessoas e serve a 107 milhões de clientes individuais e empresariais. Em 2016, somou 100 bilhões de euros em receitas e obteve resultado de 5,7 bilhões de euros.  O grupo possui a marca número 1 em seguros no mundo pela oitava vez consecutiva, segundo ranking da consultoria global Interbrand (ranking 2016).
O Grupo AXA também está reforçando o seu compromisso em matéria de sustentabilidade e de crescimento responsável através de importantes iniciativas como o fim do investimento na indústria do tabaco, como pesquisas sobre os riscos climáticos, socioeconômicos e de saúde, por meio do AXA Research Fund (Fundo de Pesquisas da AXA), e da CR Week, um evento chave para todos os colaboradores da AXA no mundo. Em função deste compromisso, a AXA alcançou 83% no Índice de Sustentabilidade da Dow Jones.
A AXA iniciou as operações no Brasil no último trimestre de 2013 e, hoje, oferta uma linha completa de seguros para empresas - Linhas Gerais, Grandes Riscos Empresariais, Vida em Grupo e Afinidades. A empresa mantém escritórios-sede em São Paulo e no Rio de Janeiro e conta com onze filiais comerciais para atendimento às cinco regiões do país.